# ايندريك زيلينسكي
ايندريك زيلينسكي (13 نوفمبر 1974 إستونيا - ) هو لاعب كرة قدم إستوني، يلعب كمهاجم.

## وصلات خارجية
ايندريك زيلينسكي على موقع الاتحاد الدولي (مؤرشف)  (الإنجليزية)
- ايندريك زيلينسكي على موقع الاتحاد الأوربي (الإنجليزية)
- ايندريك زيلينسكي على موقع اتحاد إستونيا (الإنجليزية)
- ايندريك زيلينسكي على موقع قاعدة بيانات كرة القدم.إي يو (الإنجليزية)
- ايندريك زيلينسكي على موقع ناشيونال فوتبول تيمز (الإنجليزية)
- ايندريك زيلينسكي على موقع Soccerway.com (الإنجليزية)
- ايندريك زيلينسكي على موقع عالم كرة القدم.نت (الإنجليزية)